# Danh sách album quán quân năm 2015 (Canada)
Dưới đây là danh sách các album quán quân năm 2015 tại Canada. Kết quả xếp hạng được Nielsen SoundScan tổng hợp và được xuất bản bởi tạp chí Jam!Canoe. Các ấn bản được phát hành đều đặn vào Chủ Nhật hằng tuần. Bảng xếp hạng này cũng xuất hiện trên tạp chí Billboard với tiêu đề là Top Canadian Albums.

## Lịch sử xếp hạng
chỉ nghệ sĩ người Canada.
| Album đứng đầu bảng xếp hạng cuối năm 2015 | Chỉ album đứng đầu bảng xếp hạng cuối năm 2015 của Billboard |

| Ấn bản phát hành ngày | Album                                | Nghệ sĩ                | Ng.    |
| --------------------- | ------------------------------------ | ---------------------- | ------ |
| 3 tháng 1             | 1989                                 | Taylor Swift           | [ 2 ]  |
| 10 tháng 1            | 1989                                 | Taylor Swift           | [ 3 ]  |
| 17 tháng 1            | 1989                                 | Taylor Swift           | [ 4 ]  |
| 24 tháng 1            | 1989                                 | Taylor Swift           | [ 5 ]  |
| 31 tháng 1            | Title                                | Meghan Trainor         | [ 6 ]  |
| 7 tháng 2             | American Beauty/American Psycho      | Fall Out Boy           | [ 7 ]  |
| 14 tháng 2            | 1989                                 | Taylor Swift           | [ 8 ]  |
| 21 tháng 2            | A Paradis City                       | Jean Leloup            | [ 9 ]  |
| 28 tháng 2            | If You're Reading This It's Too Late | Drake                  | [ 10 ] |
| 7 tháng 3             | Smoke + Mirrors                      | Imagine Dragons        | [ 11 ] |
| 14 tháng 3            | Fifty Shades of Grey                 | Nhiều nghệ sĩ          | [ 12 ] |
| 21 tháng 3            | Fifty Shades of Grey                 | Nhiều nghệ sĩ          | [ 13 ] |
| 28 tháng 3            | Rebel Heart                          | Madonna                | [ 14 ] |
| 4 tháng 4             | To Pimp a Butterfly                  | Kendrick Lamar         | [ 15 ] |
| 11 tháng 4            | Yoan                                 | Yoan                   | [ 16 ] |
| 18 tháng 4            | Yoan                                 | Yoan                   | [ 17 ] |
| 25 tháng 4            | Yoan                                 | Yoan                   | [ 18 ] |
| 2 tháng 5             | Handwritten                          | Shawn Mendes           | [ 19 ] |
| 9 tháng 5             | Sound & Color                        | Alabama Shakes         | [ 20 ] |
| 16 tháng 5            | Jekyll + Hyde                        | Zac Brown Band         | [ 21 ] |
| 23 tháng 5            | Wilder Mind                          | Mumford & Sons         | [ 22 ] |
| 30 tháng 5            | La Voix III                          | Nhiều nghệ sĩ          | [ 23 ] |
| 6 tháng 6             | La Voix III                          | Nhiều nghệ sĩ          | [ 24 ] |
| 13 tháng 6            | At. Long. Last. ASAP                 | ASAP Rocky             | [ 25 ] |
| 20 tháng 6            | How Big, How Blue, How Beautiful     | Florence + the Machine | [ 26 ] |
| 27 tháng 6            | Beneath the Skin                     | Of Monsters and Men    | [ 27 ] |
| 4 tháng 7             | x                                    | Ed Sheeran             | [ 28 ] |
| 11 tháng 7            | Dark Before Dawn                     | Breaking Benjamin      | [ 29 ] |
| 18 tháng 7            | Dreams Worth More Than Money         | Meek Mill              | [ 30 ] |
| 25 tháng 7            | Dreams Worth More Than Money         | Meek Mill              | [ 31 ] |
| 1 tháng 8             | Just The Hits 2015                   | Nhiều nghệ sĩ          | [ 32 ] |
| 8 tháng 8             | Just The Hits 2015                   | Nhiều nghệ sĩ          | [ 33 ] |
| 15 tháng 8            | VII: Sturm und Drang                 | Lamb of God            | [ 34 ] |
| 22 tháng 8            | 1989                                 | Taylor Swift           | [ 35 ] |
| 29 tháng 8            | Compton                              | Dr. Dre                | [ 36 ] |
| 5 tháng 9             | Kill the Lights                      | Luke Bryan             | [ 37 ] |
| 12 tháng 9            | Immortalized                         | Disturbed              | [ 38 ] |
| 19 tháng 9            | Beauty Behind the Madness            | The Weeknd             | [ 39 ] |
| 26 tháng 9            | Beauty Behind the Madness            | The Weeknd             | [ 40 ] |
| 3 tháng 10            | That's the Spirit                    | Bring Me the Horizon   | [ 41 ] |
| 10 tháng 10           | What a Time to Be Alive              | Drake và Future        | [ 42 ] |
| 17 tháng 10           | Sorel Soviet So What                 | Bernard Adamus         | [ 43 ] |
| 24 tháng 10           | Unbreakable                          | Janet Jackson          | [ 44 ] |
| 31 tháng 10           | If I Should Go Before You            | City and Colour        | [ 45 ] |
| 7 tháng 11            | Confident                            | Demi Lovato            | [ 46 ] |
| 14 tháng 11           | Sounds Good Feels Good               | 5 Seconds of Summer    | [ 47 ] |
| 21 tháng 11           | Beauty Behind the Madness            | The Weeknd             | [ 48 ] |
| 28 tháng 11           | Hello                                | Hedley                 | [ 49 ] |
| 5 tháng 12            | Purpose                              | Justin Bieber          | [ 50 ] |
| 12 tháng 12           | 25                                   | Adele                  | [ 51 ] |
| 19 tháng 12           | 25                                   | Adele                  | [ 52 ] |
| 26 tháng 12           | 25                                   | Adele                  | [ 53 ] |